# Campionat del món d'escacs de 1990
El Campionat del món d'escacs de 1990 es va disputar entre Garri Kaspàrov i Anatoli Kàrpov. Fou el cinquè i últim matx pel títol entre aquests dos jugadors, i el guanyà en Kaspàrov per un sol punt.

## Interzonals
Es varen disputar tres Interzonals en el període juny-agost de 1987, amb entre 16 i 18 jugadors participant a cadascun, amb tres places classificatòries pels matxs de candidats En el primer Interzonal, a Subotica, hi empataren al primer lloc, amb 10½/15 punts, Gyula Sax, Nigel Short, i Jon Speelman. A l'Interzonal de Szirak, Valeri Salov i Jóhann Hjartarson empataren al primer lloc amb 12½/17, i Lajos Portisch i John Nunn empataren al tercer lloc. La plaça per als Candidats es decidí en un play-off de desempat guanyat per Portisch per 4–2. Víktor Kortxnoi guanyà el tercer Interzonal a Zagreb, amb 11 punts de 16, un punt per davant de Jaan Ehlvest i Yasser Seirawan.
En aquesta etapa de la lluita pel títol, foren eliminats, entre d'altres, els exCampions del món Mikhaïl Tal i Vassili Smislov.

## Matxs de Candidats
A més dels nou jugadors classificats als Interzonals, es van classificar pels matx de candidats els quartfinalistes del cicle previ (Andrei Sokolov, Jan Timman, Rafael Vaganian, i Artur Iussúpov). La federació organitzadora dels matxs de primera ronda, (celebrats a Saint John, Nova Brunswick) varen nominar un jugador local, Kevin Spraggett. Anatoli Kàrpov, l'aspirant al títol derrotat en el cicle anterior, estava classificat directament pels quarts de final.
|  | Matxs preliminars Gener-Febrer 1988 | Matxs preliminars Gener-Febrer 1988 | Matxs preliminars Gener-Febrer 1988 |    |                   | Quarts de final Agost 1988-Febrer 1989 | Quarts de final Agost 1988-Febrer 1989 | Quarts de final Agost 1988-Febrer 1989 |    |  | Semifinals Londres, Octubre 1989 | Semifinals Londres, Octubre 1989 | Semifinals Londres, Octubre 1989 |    |  | Final Kuala Lumpur, Març 1990 | Final Kuala Lumpur, Març 1990 | Final Kuala Lumpur, Març 1990 |
|  |                                     |                                     |                                     |    |                   |                                        |                                        |                                        |    |  |                                  |                                  |                                  |    |  |                               |                               |                               |
|  |                                     | Lajos Portisch                      | 3½                                  |    |                   |                                        |                                        |                                        |    |  |                                  |                                  |                                  |    |  |                               |                               |                               |
|  |                                     | Rafael Vaganian                     | 2½                                  |    |                   |                                        |                                        |                                        |    |  |                                  |                                  |                                  |    |  |                               |                               |                               |
|  |                                     | Rafael Vaganian                     | 2½                                  |    | Lajos Portisch    | 2½                                     |                                        |                                        |    |  |                                  |                                  |                                  |    |  |                               |                               |                               |
|  |                                     |                                     |                                     |    | Lajos Portisch    | 2½                                     |                                        |                                        |    |  |                                  |                                  |                                  |    |  |                               |                               |                               |
|  |                                     |                                     | Jan Timman                          | 3½ |                   |                                        |                                        |                                        |    |  |                                  |                                  |                                  |    |  |                               |                               |                               |
|  |                                     | Valeri Salov                        | Jan Timman                          | 3½ | 2½                |                                        |                                        |                                        |    |  |                                  |                                  |                                  |    |  |                               |                               |                               |
|  |                                     | Valeri Salov                        |                                     |    | 2½                |                                        |                                        |                                        |    |  |                                  |                                  |                                  |    |  |                               |                               |                               |
|  |                                     | Jan Timman                          | 3½                                  |    |                   |                                        |                                        |                                        |    |  |                                  |                                  |                                  |    |  |                               |                               |                               |
|  |                                     |                                     |                                     |    |                   |                                        |                                        | Jan Timman                             | 4½ |  |                                  |                                  |                                  |    |  |                               |                               |                               |
|  |                                     |                                     |                                     |    |                   |                                        |                                        |                                        | 4½ |  |                                  |                                  |                                  |    |  |                               |                               |                               |
|  |                                     |                                     | Jon Speelman                        | 3½ |                   |                                        |                                        |                                        |    |  |                                  |                                  |                                  |    |  |                               |                               |                               |
|  |                                     | Jon Speelman                        | Jon Speelman                        | 3½ | 4                 |                                        |                                        |                                        |    |  |                                  |                                  |                                  |    |  |                               |                               |                               |
|  |                                     | Jon Speelman                        |                                     |    | 4                 |                                        |                                        |                                        |    |  |                                  |                                  |                                  |    |  |                               |                               |                               |
|  |                                     | Yasser Seirawan                     | 1                                   |    |                   |                                        |                                        |                                        |    |  |                                  |                                  |                                  |    |  |                               |                               |                               |
|  |                                     | Yasser Seirawan                     | 1                                   |    | Jon Speelman      | 3½                                     |                                        |                                        |    |  |                                  |                                  |                                  |    |  |                               |                               |                               |
|  |                                     |                                     |                                     |    | Jon Speelman      | 3½                                     |                                        |                                        |    |  |                                  |                                  |                                  |    |  |                               |                               |                               |
|  |                                     |                                     | Nigel Short                         | 1½ |                   |                                        |                                        |                                        |    |  |                                  |                                  |                                  |    |  |                               |                               |                               |
|  |                                     | Nigel Short                         | Nigel Short                         | 1½ | 3½                |                                        |                                        |                                        |    |  |                                  |                                  |                                  |    |  |                               |                               |                               |
|  |                                     | Nigel Short                         |                                     |    | 3½                |                                        |                                        |                                        |    |  |                                  |                                  |                                  |    |  |                               |                               |                               |
|  |                                     | Gyula Sax                           | 1½                                  |    |                   |                                        |                                        |                                        |    |  |                                  |                                  |                                  |    |  |                               |                               |                               |
|  |                                     |                                     |                                     |    |                   |                                        |                                        |                                        |    |  |                                  |                                  | Jan Timman                       | 2½ |  |                               |                               |                               |
|  |                                     |                                     |                                     |    |                   |                                        |                                        |                                        |    |  |                                  |                                  |                                  | 2½ |  |                               |                               |                               |
|  |                                     |                                     | Anatoli Kàrpov                      | 6½ |                   |                                        |                                        |                                        |    |  |                                  |                                  |                                  |    |  |                               |                               |                               |
|  |                                     | Artur Iussúpov                      | Anatoli Kàrpov                      | 6½ | 3½                |                                        |                                        |                                        |    |  |                                  |                                  |                                  |    |  |                               |                               |                               |
|  |                                     | Artur Iussúpov                      |                                     |    | 3½                |                                        |                                        |                                        |    |  |                                  |                                  |                                  |    |  |                               |                               |                               |
|  |                                     | Jaan Ehlvest                        | 1½                                  |    |                   |                                        |                                        |                                        |    |  |                                  |                                  |                                  |    |  |                               |                               |                               |
|  |                                     | Jaan Ehlvest                        | 1½                                  |    | Artur Iussúpov    | 5                                      |                                        |                                        |    |  |                                  |                                  |                                  |    |  |                               |                               |                               |
|  |                                     |                                     |                                     |    | Artur Iussúpov    | 5                                      |                                        |                                        |    |  |                                  |                                  |                                  |    |  |                               |                               |                               |
|  |                                     |                                     | Kevin Spraggett                     | 4  |                   |                                        |                                        |                                        |    |  |                                  |                                  |                                  |    |  |                               |                               |                               |
|  |                                     | Kevin Spraggett                     | Kevin Spraggett                     | 4  | 6½                |                                        |                                        |                                        |    |  |                                  |                                  |                                  |    |  |                               |                               |                               |
|  |                                     | Kevin Spraggett                     |                                     |    | 6½                |                                        |                                        |                                        |    |  |                                  |                                  |                                  |    |  |                               |                               |                               |
|  |                                     | Andrei Sokolov                      | 5½                                  |    |                   |                                        |                                        |                                        |    |  |                                  |                                  |                                  |    |  |                               |                               |                               |
|  |                                     |                                     |                                     |    |                   |                                        |                                        | Artur Iussúpov                         | 3½ |  |                                  |                                  |                                  |    |  |                               |                               |                               |
|  |                                     |                                     |                                     |    |                   |                                        |                                        |                                        | 3½ |  |                                  |                                  |                                  |    |  |                               |                               |                               |
|  |                                     |                                     | Anatoli Kàrpov                      | 4½ |                   |                                        |                                        |                                        |    |  |                                  |                                  |                                  |    |  |                               |                               |                               |
|  |                                     | Jóhann Hjartarson                   | Anatoli Kàrpov                      | 4½ | 4½                |                                        |                                        |                                        |    |  |                                  |                                  |                                  |    |  |                               |                               |                               |
|  |                                     | Jóhann Hjartarson                   |                                     |    | 4½                |                                        |                                        |                                        |    |  |                                  |                                  |                                  |    |  |                               |                               |                               |
|  |                                     | Víktor Kortxnoi                     | 3½                                  |    |                   |                                        |                                        |                                        |    |  |                                  |                                  |                                  |    |  |                               |                               |                               |
|  |                                     | Víktor Kortxnoi                     | 3½                                  |    | Jóhann Hjartarson | 1½                                     |                                        |                                        |    |  |                                  |                                  |                                  |    |  |                               |                               |                               |
|  |                                     |                                     |                                     |    | Jóhann Hjartarson | 1½                                     |                                        |                                        |    |  |                                  |                                  |                                  |    |  |                               |                               |                               |
|  |                                     |                                     | Anatoli Kàrpov                      | 3½ |                   |                                        |                                        |                                        |    |  |                                  |                                  |                                  |    |  |                               |                               |                               |
|  | 2                                   |                                     | Anatoli Kàrpov                      | 3½ |                   |                                        |                                        |                                        |    |  |                                  |                                  |                                  |    |  |                               |                               |                               |
|  |                                     |                                     |                                     |    |                   |                                        |                                        |                                        |    |  |                                  |                                  |                                  |    |  |                               |                               |                               |
|  | 15                                  |                                     |                                     |    |                   |                                        |                                        |                                        |    |  |                                  |                                  |                                  |    |  |                               |                               |                               |

## Matx pel campionat del món
Les primeres dotze partides es varen jugar a Nova York (8 d'octubre – 7 de novembre), i les altres dotze a Lió, França (26 de novembre – 30 de desembre). El matx fou arbitrat per Geurt Gijssen.
La borsa de premis era de tres milions de dòlars, a repartir a raó de 5/8 pel guanyador i 3/8 pel perdedor. En cas d'empat, en Kaspàrov hauria conservat el títol, però la borsa hauria estat repartida a parts iguals.
|                               | 1 | 2 | 3 | 4 | 5 | 6 | 7 | 8 | 9 | 10 | 11 | 12 | 13 | 14 | 15 | 16 | 17 | 18 | 19 | 20 | 21 | 22 | 23 | 24 | Total |
| ----------------------------- | - | - | - | - | - | - | - | - | - | -- | -- | -- | -- | -- | -- | -- | -- | -- | -- | -- | -- | -- | -- | -- | ----- |
| Anatoli Kàrpov Unió Soviètica | ½ | 0 | ½ | ½ | ½ | ½ | 1 | ½ | ½ | ½  | ½  | ½  | ½  | ½  | ½  | 0  | 1  | 0  | ½  | 0  | ½  | ½  | 1  | ½  | 11½   |
| Garri Kaspàrov Rússia         | ½ | 1 | ½ | ½ | ½ | ½ | 0 | ½ | ½ | ½  | ½  | ½  | ½  | ½  | ½  | 1  | 0  | 1  | ½  | 1  | ½  | ½  | 0  | ½  | 12½   |
Durant tot el matx, en Kaspàrov va jugar 1.e4 amb blanques, llevat de la darrera partida, en què jugà 1.c4. En aquesta darrera, va oferir taules al moviment 36è, quan tenia posició superior i un peó de més, quan (tot i que tenia ja el títol assegurat) una derrota li hagués significat empatar el matx, i unes pèrdues de 375.000 dòlars.
En aquest matx, les negres no van guanyar ni una sola partida. En Kàrpov va jugar sempre 1.d4, jugada a la qual en Kaspàrov replicava alternant la defensa Grünfeld i la defensa índia de rei.